# سكدان (حضرموت)
سكدان هي إحدى قرى الجمهورية اليمنية. تتبع جغرافيا لمحافظة حضرموت وإداريًا لمديرية ساة. يبلغ تعداد سكانها 1149 نسمة حسب الإحصاء الذي أجري عام 2004.